# Убийство российских военнослужащих в селе Тухчар
Убийство российских военнослужащих в селе Тухчар было совершено группой чеченских террористов в селе Тухчар Новолакского района Дагестана 5 сентября 1999 года.

## Предыстория
Потерпев в августе поражение в Цумадинском и Ботлихском районах, исламисты Хаттаба и Басаева предприняли новую попытку вторжения в Дагестан, на этот раз в Новолакском районе. Операции радикалы присвоили наименование «Имам Гамзат-бек». Планируя данную операцию, Басаев и Хаттаб рассчитывали на то, что главные силы российских войск втянуты в боевые действия на территории Кадарской зоны. По заявлению Басаева, операция «Имам Гамзат-бек» была предпринята чеченскими боевиками с целью ослабить давление российской армии на их дагестанских «единоверцев» —  исламистов Кадарской зоны.
Село Тухчар расположено в Новолакском районе, на самой границе с Чечнёй. За мелкой речкой Аксай на чеченской стороне расположено село Ишхой-Юрт, к югу от него — другое чеченское село, Галайты. Дорогу от чеченской границы к Тухчару прикрывал блокпост, на котором служили дагестанские милиционеры. В самом селении находился немногочисленный отряд местных дагестанских ополченцев. Высоту 444,3 над селом занимал отряд 22-й отдельной бригады оперативного назначения внутренних войск МВД (в/ч 3642, г. Калач-на-Дону), состоявший из 12 солдат и 1 офицера при поддержке 1 БМП-2. На высоте 444,3 российскими солдатами были вырыты окопы в полный рост и капонир для БМП.

## Бой на высоте 444,3
Утром 5 сентября отряд боевиков под предводительством исламиста Умара Эдилсултанова, амира Карпинского джамаата (район г. Грозный), перешёл границу с Дагестаном. Эдилсултанов, амир Карпинский подчинялся лично бригадному генералу Абдул-Малику Межидову, командиру Шариатской гвардии Ичкерии. Одна группа боевиков численностью в 20 человек переправилась через пограничную реку Аксай южнее высоты 444,3 и, зайдя в село Тухчар с тыла, смогла сходу взять поселковый отдел милиции. Тем временем вторая группа, возглавляемая лично Эдилсултановым — тоже человек в двадцать-двадцать пять, — напала на милицейский КПП у окраины Тухчара. Чеченские боевики коротким ударом заняли КПП, на котором находилось 18 дагестанских милиционеров, и прикрываясь могильными плитами мусульманского кладбища, стали подбираться к позициям мотострелков. Одновременно с этим первая группа боевиков также начала обстрел высоты 444,3 из стрелкового оружия и гранатомётов с тыла, со стороны села Тухчар.

Вспоминает выживший участник боя, рядовой Андрей Падяков:
«На холме, который находился напротив нас, на Чеченской стороне, показались сначала четверо, потом ещё около 20 боевиков. Тогда наш старший лейтенант Ташкин приказал снайперу открыть огонь на поражение… Я чётко видел, как после выстрела снайпера упал один боевик… Потом по нам открыли массированный огонь из автоматов и подствольных гранатомётов… Потом дагестанские ополченцы сдали свои позиции, и боевики обошли село и взяли нас в кольцо. Мы заметили, как за селом позади нас перебежало около 30 боевиков».
Со стороны села капонир БМП не имел никакой защиты, и лейтенант Ташкин приказал механику-водителю вывести машину на гребень высоты и маневрировать, ведя огонь по боевикам. Несмотря на это, через полчаса боя, в 7:30, БМП была подбита выстрелом из гранатомёта. Наводчик-оператор погиб на месте, а механик-водитель был тяжело контужен. Рассказывает боевик Тамерлан Хасаев, участвовавший в бою за высоту 444,3:
«Они первые начали — БМП открыл огонь, и Умар приказал гранатометчикам занять позиции. А когда я сказал, что такого уговора не было, он приставил ко мне трёх боевиков. С тех пор я сам был у них как заложник».
На третьем часу боя у российских солдат стали заканчиваться боеприпасы. На запросы о помощи лейтенанту Ташкину было приказано держаться своими силами. Дело в том, что в это же время боевиками был атакован районный центр с. Новолакское, где были блокированы сотрудники Новолакского РОВД и отряд Липецкого ОМОНа (см. «Захват боевиками Новолакского»), и все силы были брошены на их освобождение. После этого лейтенант Ташкин принял решение отходить с высоты 444,3. Российские бойцы, унося с собой оружие, раненых и погибшего, смогли пробиться к дагестанским милиционерам, занявшим круговую оборону на втором блокпосту, на окраине села Тухчара. Увидев бегущих к ним солдат, милиционеры прикрыли их огнём с блокпоста. После непродолжительной перестрелки наступило затишье. К этому времени в село уже вошло до 200 боевиков, начавших грабежи и погромы. Боевики прислали к обороняющимся старейшин села Тухчар с предложением сдаться, но получили отказ. Было решено прорываться из окружения через село. Лейтенант милиции Ахмед Давдиев, командир отряда дагестанских милиционеров, производя разведку, попал в засаду боевиков. В ходе боя Давдиев уничтожил двух боевиков, но сам был убит пулемётной очередью. После этого солдаты и милиционеры рассредоточились по селу и стали пытаться врассыпную выйти из окружения, однако все улицы села были плотно блокированы боевиками.

## Убийство военнослужащих боевиками
По приказу амира Карпинского участники группы начали обыскивать село и близлежащую территорию. Попав под плотный огонь боевиков, старший лейтенант Ташкин и ещё четыре бойца заскочили в ближайшую постройку. За несколько секунд до этого здесь погиб сержант милиции Абдулкасим Магомедов. Строение было окружено боевиками, которые отправили к бойцам парламентёра с предложением сдаться. Сдавшимся чеченцы обещали сохранить жизнь, в противном же случае угрожали всех сжечь. «Решай, командир! Зачем зря умирать? Нам ваши жизни не нужны — накормим, обменяем потом на своих! Сдавайтесь!» После предупредительного выстрела из гранатомёта солдаты во главе со старшим лейтенантом Ташкиным вынуждены были выйти из строения и сдаться.

Контуженный и сильно обгоревший механик-водитель БМП Алексей Полагаев вышел к дому А. Табиевой. Рассказывает жительница села Тухчар: : 
«Он пришёл — только стрельба стихла. Да как пришёл? Вышла во двор — смотрю, стоит, шатается, держится за калитку. Весь в крови и обгорелый был сильно — волос нет, ушей нет, кожа полопалась на лице. Грудь, плечо, рука — всё посечено осколками. Я его скорей в дом. Боевики, говорю, кругом. Тебе бы к своим надо. Да разве ты дойдёшь такой? Старшего своего Рамазана, ему 9 лет, послала за доктором… Одежда его вся в крови, обожжённая. Мы с бабушкой Атикат срезали её, скорей в мешок и выбросили в овраг. Обмыли кое-как. Врач наш сельский Хасан пришёл, осколки повынимал, раны смазал. Укол ещё сделал — димедрол, что ли? Тот засыпать стал от укола. Я его с детьми положила в комнате.»
 Алексея Полагаева боевикам выдали местные жители-чеченцы. Аттикат Табиева безрезультатно пыталась его отстоять. Полагаева увели в окружении десятка ваххабитов в сторону окраины села. Из показаний подсудимого Тамерлана Хасаева: 
«Умар (Эдилсултанов) приказал проверить все строения. Мы рассредоточились и по два человека стали обходить дома. Я был обычный солдат и выполнял приказы, тем более новый среди них человек, мне не все доверяли. А как я понял, операция была заранее подготовлена и чётко организована. Я по рации узнал о том, что в сарае нашли солдат. Нам по рации передали приказ собраться у милицейского поста за селом Тухчар. Когда все собрались, там уже были эти 6 солдат».
По приказу Умара Карпинского пленных отвели на поляну рядом с блокпостом. Пленников сначала продержали в разрушенном КПП. Потом полевой командир приказал «казнить русаков». В бою за высоту 444,3 отряд Эдилсултанова ("амира" Карпинского) потерял четверых боевиков, у каждого из убитых в отряде нашлись родственники или друзья, на которых теперь «висел долг крови». «Вы взяли нашу кровь — мы возьмем вашу!» — сказал Умар пленным. Дальнейшую расправу скрупулёзно зафиксировал на камеру оператор боевиков. К бетонному парапету пленных выводили поодиночке. Четверо «кровников» поочерёдно перерезали горло российскому офицеру и трём солдатам. Еще один вырвался, пытался бежать — «сплоховал» боевик Тамерлан Хасаев. Полоснув жертву клинком, Хасаев выпрямился над раненым солдатом — от вида крови ему стало не по себе, и передал нож другому боевику. Истекающий кровью солдат вырвался и побежал. Один из боевиков стал стрелять вдогонку из пистолета, но пули прошли мимо. И лишь когда беглец, споткнувшись, упал в яму, его хладнокровно добили из автомата. Шестого Умар Эдилсултанов зарезал лично.
Вместе со старшим лейтенантом Ташкиным Василием Васильевичем (29.08.1974 — 05.09.1999) были убиты:
- Паранин Алексей Иванович (25.01.1980 — 05.09.1999)
- Липатов Алексей Анатольевич (14.06.1980 — 05.09.1999)
- Кауфман Владимир Егорович (07.06.1980 — 05.09.1999)
- Эрднеев Борис Озинович (06.07.1980 — 05.09.1999)
- Полагаев Алексей Сергеевич (05.01.1980 — 05.09.1999)

На следующее утро, 6 сентября, глава администрации села Магомед-Султан Гасанов получил у боевиков разрешение забрать тела. На школьном грузовике трупы старшего лейтенанта Василия Ташкина и рядовых Владимира Кауфмана, Алексея Липатова, Бориса Эрднеева, Алексея Полагаева и Алексея Паранина были доставлены на Герзельский блокпост.
Остальным солдатам в/ч 3642 удалось отсидеться в своих укрытиях в селе до ухода бандитов.

## Видеозапись убийства
Через несколько дней видеозапись с убийством солдат 22-й бригады была показана по грозненскому телевидению. Позднее, в 2000 году видеозапись убийства российских военнослужащих, сделанная одним из участников банды, была найдена сотрудниками оперативных служб Дагестана. По материалам видеокассеты было возбуждено уголовное дело против 9 человек.

## Суд над участниками убийства

### Ризван Шапаевич Вагапов
Вагапов был задержан 19 марта 2007 года в селе Борзой Шатойского района Чечни. В 2013 году его дело было направлено на рассмотрение в Верховный Суд Дагестана. 12 ноября 2013 его приговорили к 18 годам колонии. Вагапов, не согласившись с приговором, подал апелляцию. Суд, рассмотрев дело, назначил наказание в виде 22 лет колонии строгого режима

### Арби Дандаев
Арби Дандаев, 1974 года рождения, является исполнителем убийства старшего лейтенанта Василия Ташкина. 3 апреля 2008 года был арестован сотрудниками милиции в Грозном. Согласно материалам следствия он явился туда с повинной и признался в совершённых преступлениях. В Верховном суде Дагестана, однако, он свою вину не признал, заявив, что явка состоялась под принуждением, и отказался от дачи показаний. Тем не менее суд признал его прежние показания допустимыми и достоверными, поскольку они были даны с участием адвоката и никаких жалоб на следствие от него не поступало. В суде была исследована видеозапись казни, и, хотя узнать Дандаева в бородатом палаче было сложно, суд принял во внимание, что на записи было отчётливо слышно, как произносится имя Арби. Были допрошены также жители села Тухчар, один из которых узнал Дандаева. Дандаеву были предъявлено обвинение по ст. 279 «Вооруженный мятеж» и ст. 317 «Посягательство на жизнь сотрудника правоохранительных органов».
В марте 2009 года Верховный суд Дагестана приговорил Дандаева к пожизненному сроку, несмотря на то, что государственный обвинитель просил для подсудимого 22 года лишения свободы. Кроме того, суд удовлетворил гражданские иски родителей четверых погибших военнослужащих по возмещению морального вреда, суммы по которым составили от 200 тысяч до 2 млн рублей. Позднее Дандаев пытался обжаловать приговор, но Верховный суд РФ оставил приговор без изменения.

### Мансур Ражаев
Является исполнителем убийства рядового Бориса Эрднеева. Вину не признал, заявил, что просто подошёл к нему с ножом. На видео действительно видно, что Ражаев подходит с ножом к Эрднееву, но само убийство Эрднеева не показано, далее показаны кадры после убийства. 31 января 2012 года Верховный суд Дагестана признал Ражаева виновным и приговорил к пожизненному лишению свободы.

### Тамерлан Хасаев
Уроженец села Дачу-Борзой Грозненского района. Является исполнителем покушения на убийство рядового Алексея Липатова. После чего Липатов пытался бежать, но его догнали и расстреляли. В басаевском отряде Хасаев оказался в начале сентября 1999 года — один из друзей соблазнил его возможностью заполучить в походе на Дагестан трофейное оружие, которое потом можно было бы выгодно продать. Так Хасаев оказался в банде Карпинского.
Ещё до того, как его разыскали правоохранительные органы, Хасаев был осуждён на восемь с половиной лет за похищение человека в декабре 2001 года. Он отбывал срок в колонии строгого режима на территории Кировской области, когда следствию благодаря видеоплёнке, изъятой в ходе спецоперации, удалось установить, что именно он — один из тех, кто участвовал в резне. Отпираться Хасаев не стал. Тем более что в деле уже имелись показания жителей Тухчара, уверенно опознавших Хасаева. Хасаев выделялся среди облачённых в камуфляж боевиков белой футболкой.
25 октября 2002 года судебной коллегией по уголовным делам Верховного суда Республики Дагестан 32-летний Хасаев был признан виновным в совершении данного преступления. Вину признал частично: «Признаю участие в НВФ, оружие и вторжение. А солдата я не резал… Я только подошёл к нему с ножом. До этого зарезали двоих. Когда я увидел эту картину, то отказался резать, отдал нож другому».
За участие в вооружённом мятеже боевик Хасаев получил 15 лет, за хищение оружия — 10 лет, за участие в НВФ и незаконное ношение оружия — по пять. За посягательство на жизнь военнослужащего Хасаев, по мнению суда, заслужил смертную казнь, однако в связи с мораторием на её применение была избрана альтернативная мера наказания — пожизненное лишение свободы. Вскоре после этого он скончался в колонии "Черный дельфин" в Соль-Илецке Оренбургской области.

### Умар Карпинский
Являлся исполнителем убийства рядового Алексея Полагаева и руководителем убийства всех остальных военнослужащих. Карпинский был убит спустя 6 месяцев, в феврале 2000 года при попытке прорыва из Грозного (см. Операция «Охота на волков»).